# Carrozzina da corsa

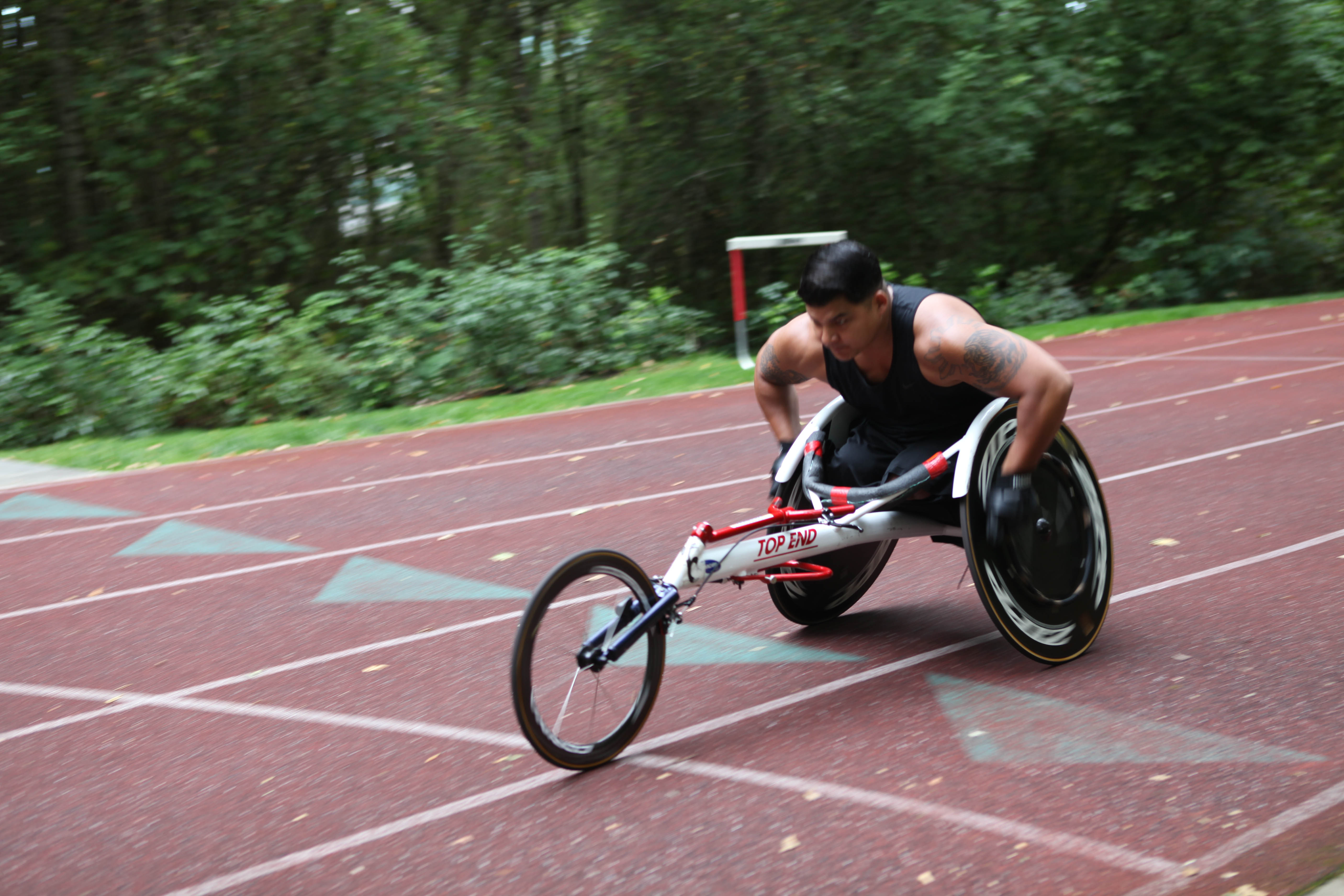
Un atleta sulla carrozzina da corsa.

La carrozzina da corsa è un attrezzo utilizzato nell'atletica leggera paralimpica per le gare di corsa, dai 100 metri piani al mezzofondo e fondo. Viene impiegato dagli atleti appartenenti alle classi di competizione T33 e T34 (atleti con cerebrolesione) e da T51 a T54 (atleti con lesioni spinali o assimilabili).

## Storia

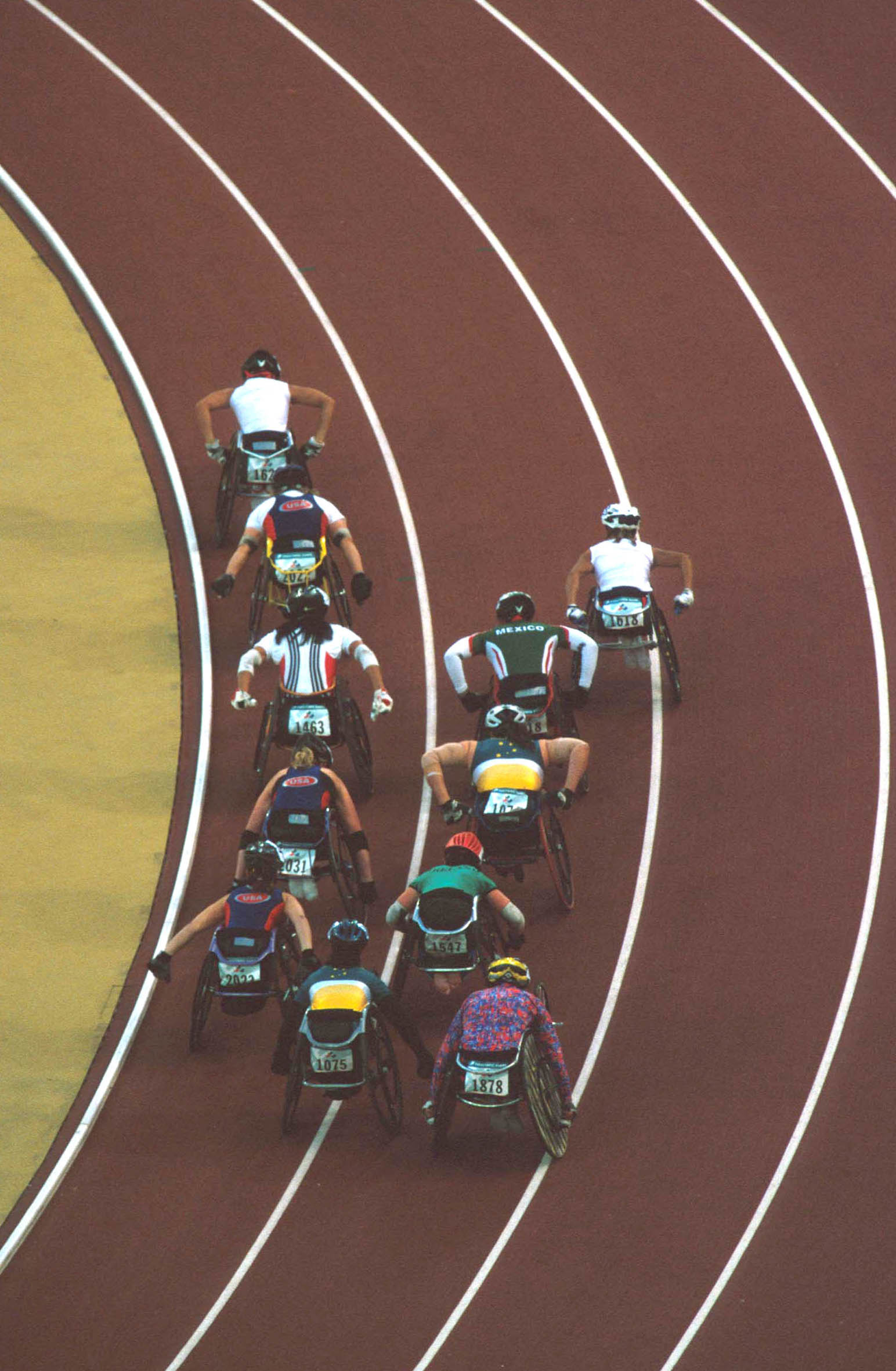
Alcuni atleti in carrozzina in gara ai Giochi paralimpici di Sydney 2000.

La storia della carrozzina da corsa inizia in seguito alla seconda guerra mondiale. Il conflitto restituì infatti diversi soldati con amputazioni o lesioni spinali ed era necessario pensare a metodi per il reintegro nella società.
Nel 1944 fu aperto all'ospedale di Stoke Mandeville, a Aylesbury, nel Regno Unito, il primo centro per le lesioni spinali. Qui il neurologo Ludwig Guttmann, direttore del centro, decise di introdurre lo sport agonistico come parte integrante della riabilitazione dei veterani disabili.
Sotto la guida di Guttmann, nel 1948 si tennero i primi Stoke Mandeville Games per paralizzati, considerati i precursori delle paralimpiadi, e alla fine degli anni 1940 gli sport per la riabilitazione si diffusero in tutta Europa e negli Stati Uniti. In questo periodo nacquero diverse competizioni ed eventi sportivi per persone in carrozzina.
La prima competizione internazionale per atleti in carrozzina risale al 1952, quando si disputò un incontro tra atleti britannici e olandesi. Vi presero parte circa 130 atleti con lesioni al midollo spinale che parteciparono in sei differenti discipline sportive.
Nel 1960 si tennero a Roma i primi Giochi internazionali per paraplegici (ridefiniti poi Giochi paralimpici), ma si dovette aspettare l'edizione di Tokyo 1964 per vedere le prime carrozzine da corsa progettate per le competizioni (fino ad allora si utilizzavano infatti le normali carrozzine da passeggio). Questo passaggio portò a drastici cambiamenti nelle prestazioni.
Negli anni 1980 la posizione seduta degli atleti sulla carrozzina da corsa vedeva il busto godere di una grande libertà di movimento con le gambe in posizione semiflessa in avanti. A partire dal 1986 cambiò la posizione degli atleti sulla carrozzina da corsa, con le ginocchia poste sotto il petto e il tronco che conservava ancora una limitata libertà di movimento.
Nel 1988, in occasione dei Giochi paralimpici di Seul, furono introdotte le prime carrozzine a tre ruote e, nel 1990, ai campionati mondiali di Assen, furono utilizzate le prime carrozzine "a passo lungo", che nel corso degli anni hanno subito diverse modifiche nelle varie componenti per poter essere sempre più aerodinamiche e consentire così prestazioni sempre migliori.

## Descrizione

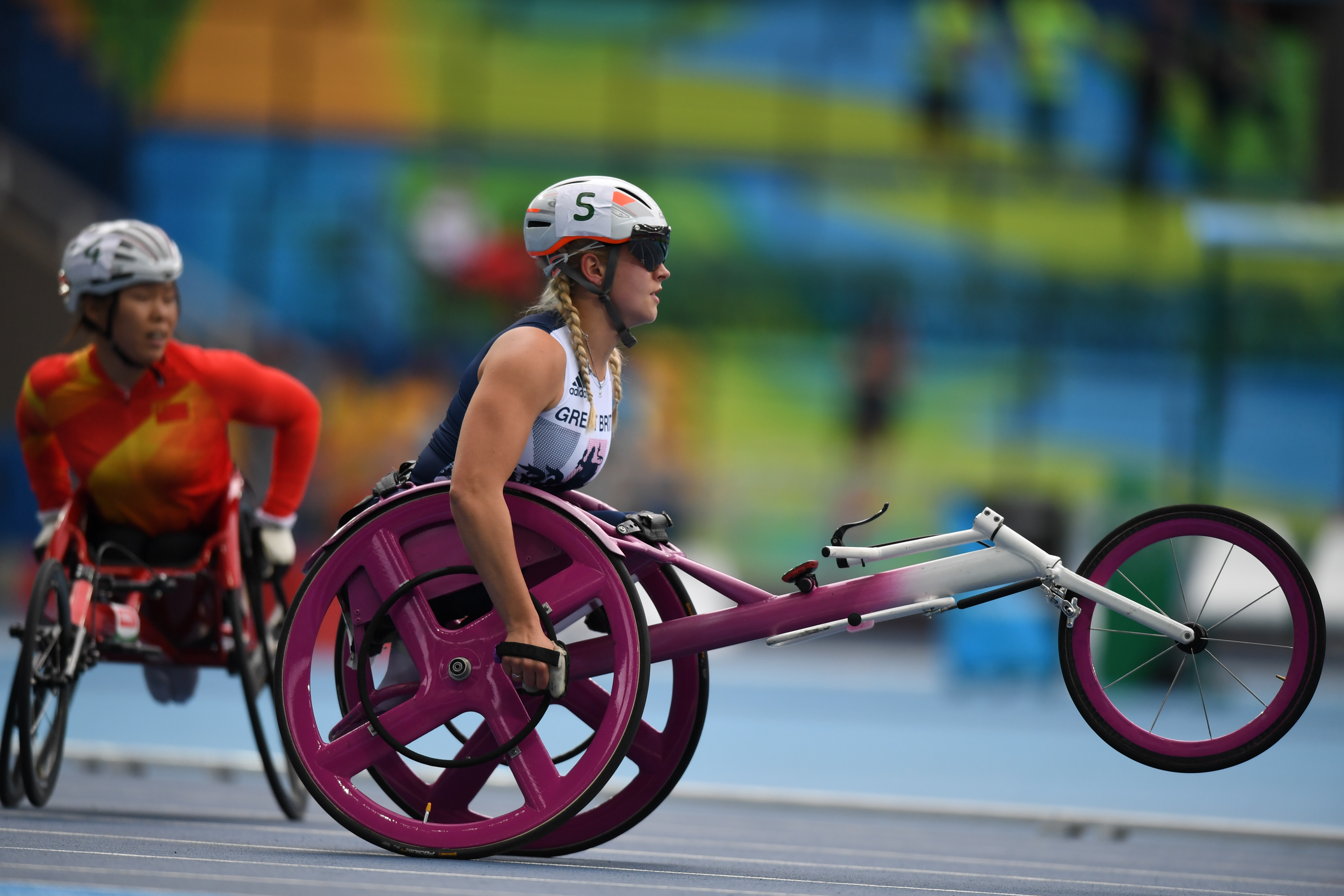
Un'atleta su una carrozzina da corsa con ruote a razze.

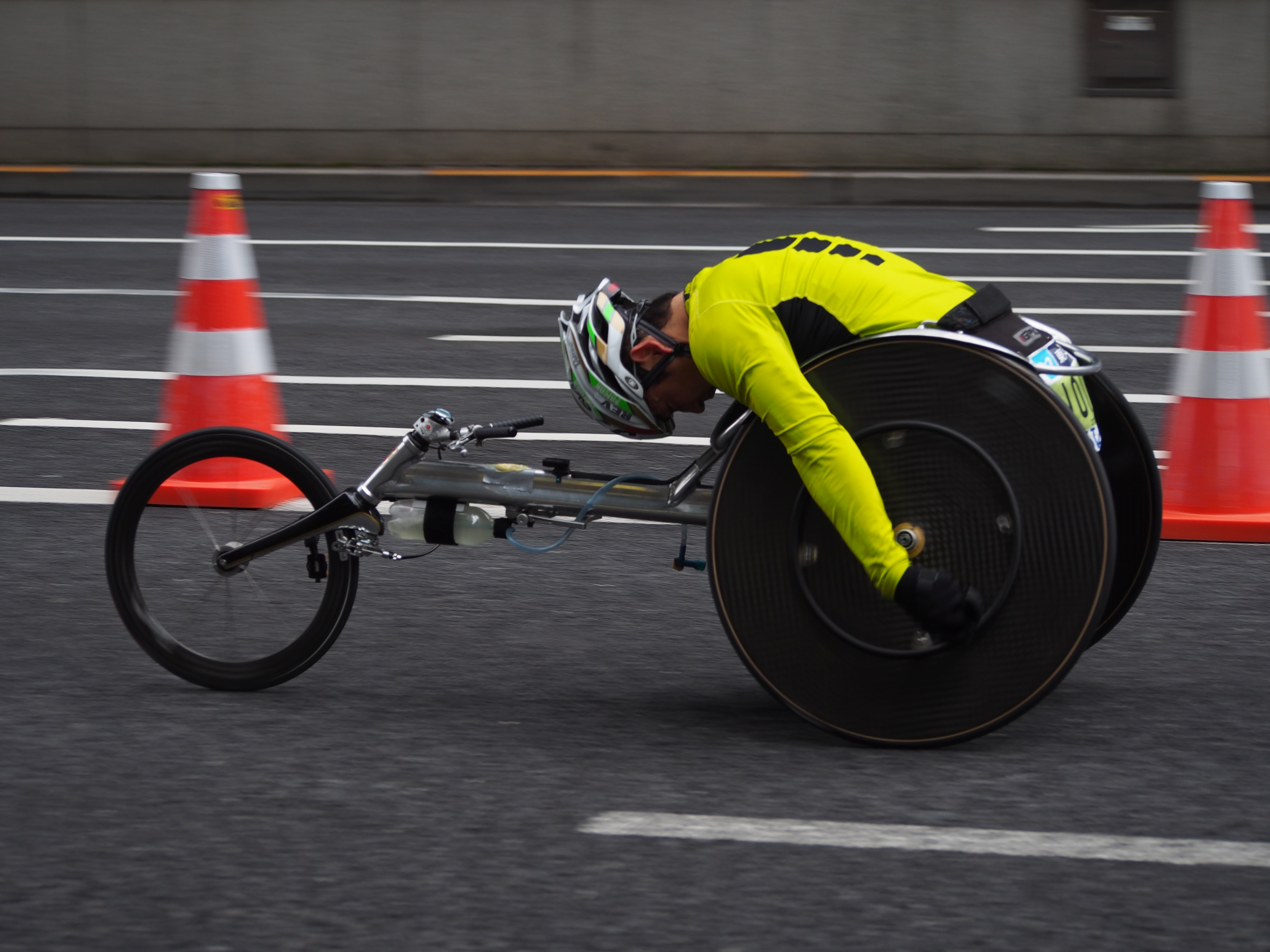
Un atleta su una carrozzina da corsa con ruote lenticolari.

Schema in vista frontale di una carrozzina da corsa.

### Telaio
Il telaio è centrale e costituito da un'unica trave che garantisce rigidità consentendo una certa leggerezza (tra i 6 e gli 8 kg). La lunghezza del telaio fornisce una buona stabilità longitudinale, necessaria soprattutto nelle competizioni su strada.

### Sedile
Il sedile, modellato sul corpo dell'atleta, è posto tra le due ruote posteriore e costituisce una guaina del cingolo pelvico che accresce la stabilità del tronco e del cingolo scapolare e serve da base per l'efficacia motoria degli arti superiori.
La posizione dell'atleta nella carrozzina da corsa tiene conto delle sue caratteristiche morfologiche e del tipo di prova da affrontare.
Tutte le carrozzine devono avere delle misure standard per l'altezza del sedile, lo schienale e il poggia piedi rispetto al terreno.

### Ruote posteriori
Le ruote posteriori sono più grandi rispetto a quella anteriore e sono leggermente inclinate per migliorare la stabilità e rispettare il tragitto motorio efficace della catena muscolare di spinta. Possono essere ruote a raggi, a razze o lenticolari e hanno sempre un cerchio spinta.

### Cerchio spinta
Il cerchio spinta (o corrimano, o mancorrente) è la parte sulla quale l'atleta imprime la spinta per muovere la carrozzina da corsa. I due cerchi spinta si trovano sulle ruote posteriori e hanno dimensioni variabili in base alla lunghezza delle braccia dell'atleta e alla loro mobilità. Il mancorrente può essere staccato rispetto alla ruota, oppure saldato direttamente al cerchione lungo tutta la sua circonferenza, anche in questo caso in base alle caratteristiche dell'atleta.
Per gli atleti affetti da tetraplegia il cerchio spinta è di dimensione inferiore rispetto a quello utilizzato dagli atleti con paraplegia per la diversa posizione del tronco e per la diversa tecnica di spinta.

### Ruota anteriore
La ruota anteriore è più piccola rispetto a quelle posteriori e perpendicolare al piano della pista o della strada. Può essere a raggi, a razze o lenticolare.

### Compensatore
Il compensatore di curva è un dispositivo meccanico posto sulla ruota anteriore. Viene attivato da una leva posta sul telaio azionabile con una mano e permette, con una semplice spinta, di modificare e poi mantenere l'orientamento della ruota anteriore. Viene usato nelle gare su pista e va attivato all'ingresso in curva e disattivato all'ingresso del rettilineo.
Prima della competizione (o dell'allenamento) va calibrato in base al raggio di curvatura della pista, che varia a seconda della corsia: più corto nella corsia più interna e più lungo nella corsia più esterna. In gara è infatti concesso un giro di prova prima della partenza per consentire la corretta calibrazione.
La calibratura del compensatore di curva può variare anche in considerazione della velocità, del rivestimento della pista e delle condizioni climatiche.

### Manubrio
Il manubrio non viene utilizzato in pista, tranne che in caso di emergenza, ma solo nelle gare e negli allenamenti su strada. È posto sul telaio ed è collegato direttamente alla ruota anteriore per orientarla e consentire i cambi di traiettoria.

### Libera traiettoria
Il sistema di libera traiettoria è utilizzato nelle gare e negli allenamenti su strada: in assenza del compensatore di curva, serve per ricondurre costantemente la ruota anteriore in posizione dritta quando viene lasciato il manubrio.

### Freno
Il freno è posto al centro del manubrio e viene utilizzato principalmente nelle gare su strada, mentre in quelle su pista si utilizza solo in caso di frenature di emergenza.

## Regole per le competizioni con carrozzina da corsa
Il regolamento della World Para Athletics prevede alcune norme specifiche per le carrozzine da corsa, che devono essere rispettate in tutte le competizioni internazionali e nazionali organizzate o riconosciute dalla WPA:
Regola 14
1. Requisiti generali per le carrozzine da corsa:

a) La carrozzina da corsa deve avere due ruote grandi posteriori e una ruota piccola anteriore.
b) Tutte le carrozzine da corsa devono avere un sistema di frenata funzionante per motivi di sicurezza.
c) Non sono ammessi ingranaggi o leve meccaniche per azionare la carrozzina da corsa.
d) Non è consentito l'uso di specchietti nelle gare su pista o su strada.
e) In tutte le gare l'atleta deve essere in grado di girare manualmente a destra e a sinistra la ruota anteriore per dare la direzione. Sono ammessi solo dispositivi di sterzo meccanici azionati manualmente.
f) Non è consentito l'uso di carenature o dispositivi simili per migliorare l'aerodinamica della carrozzina da corsa.
g) Nessun elemento della carrozzina da corsa o dei suoi accessori può incamerare energia (ad esempio energia elastica) per migliorare le prestazioni.
h) I dispositivi fissati alla carrozzina da corsa o all'atleta devono rispettare la regola 7.4 (d).
1. Requisiti del telaio della carrozzina da corsa:

a) Nessuna parte del telaio della carrozzina da corsa, né gli accessori attaccati ad essa, deve estendersi in avanti oltre il mozzo della ruota anteriore né indietro oltre il piano verticale più arretrato delle ruote posteriori (compresi gli pneumatici). Inoltre, la larghezza del telaio e degli accessori non deve superare la larghezza del piano inclinato dei cerchi spinta.
b) L'altezza massima dal suolo alla parte inferiore del telaio della carrozzina da corsa non deve superare i 50 cm.
c) La struttura del telaio deve essere realizzata con un materiale che garantisca sufficiente stabilità e rigidità per motivi di sicurezza.
d) Ai fini del posizionamento del sedile, la struttura del telaio deve incorporare un sedile.
e) Possono essere aggiunte protezioni laterali per la sicurezza dell'atleta, ma devono rispettare la regola 14.2 (a).
1. Requisiti delle ruote e dei cerchi spinta[R 1]:

a) Il diametro massimo delle ruote posteriori, compreso lo pneumatico gonfiato, non deve superare i 70 cm.
b) Il diametro massimo della ruota anteriore, compreso lo pneumatico gonfiato, non deve superare i 50 cm.
c) È consentito un solo cerchio spinta liscio e di forma circolare per ogni ruota posteriore.
1. Omissis.

1. Se un giudice di gara ritiene che la carrozzina da corsa e/o l'atleta che la utilizza rappresentino un rischio per la sicurezza, è autorizzato a escludere l'atleta e/o la carrozzina da corsa dalla gara.[R 2]

Regola 18
1. Durante le gare in carrozzina da corsa, la propulsione con qualsiasi metodo diverso dalla spinta con le braccia sulle ruote o sui cerchi spinta comporta la squalifica dell'atleta.